# Anaplecta fallax
Anaplecta fallax är en kackerlacksart som beskrevs av Henri Saussure 1862. Anaplecta fallax ingår i släktet Anaplecta och familjen småkackerlackor. Inga underarter finns listade i Catalogue of Life.